# جيمس فريث
جيمس فريث هو سياسي بريطاني، ولد في 23 أبريل 1977 في لندن في المملكة المتحدة. نشط حزبياً في حزب العمال. في الانتخابات العامة في المملكة المتحدة 2017، انتخب عضو البرلمان السابع والخمسين للمملكة المتحدة ‏ عن دائرة شمال بوري وقد انضم خلال فترته النيابية ‏ (8 يونيو 2017 – 6 نوفمبر 2019) للكتلة البرلمانية حزب العمال.